# Младен Жижовић
Младен Жижовић (Рогатица, 27. децембар 1980) је бивши српски фудбалер из Републике Српске, Босне и Херцеговине. Играo је нa позицији везног играча. Данас ради као фудбалски тренер.

## Тренерска каријера
Од 2019. до 2020. године био је тренер Зрињског из Мостара. 16. марта 2021. године преузео је кормило Слободе из Тузле. Након серије лоших резултата у другом дијелу 2021/22 сезоне, Жижовић је напустио редове тузланског клуба послије скоро годину дана вођења.
Од јула 2024. је тренер ФК Борца из Бањалуке.